# Гамма-спалахи

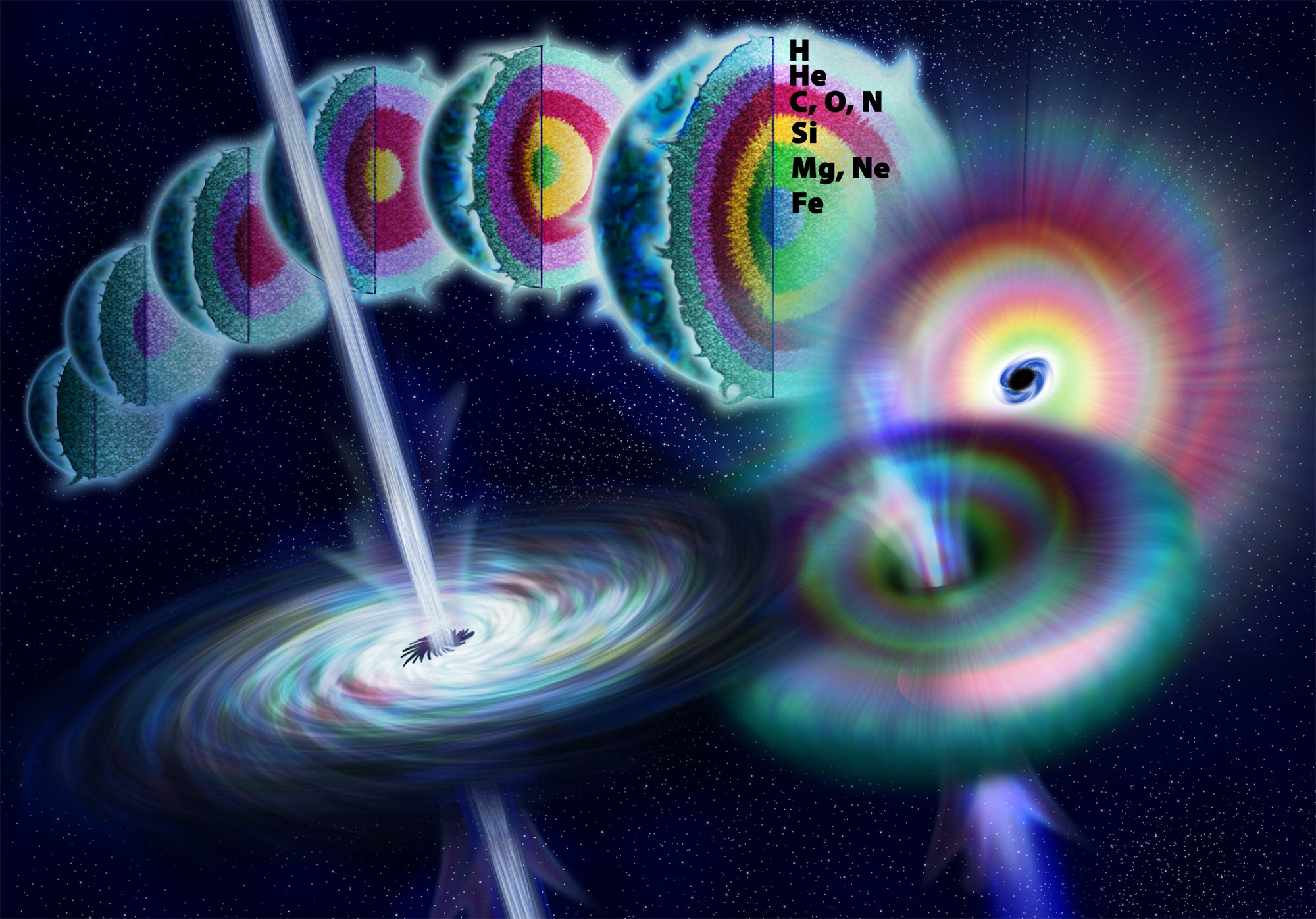
Художні зображення гамма-сплесків

Гамма-сплески або гамма-спалахи — масштабні космічні енергетичні викиди вибухового характеру.

## Загальний опис
Гамма-спалахи спостерігаються у віддалених галактиках у діапазоні гамма-випромінювання — найжорсткішій частині електромагнітного спектру. Це найяскравіші електромагнітні події, що відбуваються у Всесвіті. Гамма-спалах може тривати від мілісекунд до години й більше. Тривалість типового спалаху становить кілька секунд. Початковий спалах часто супроводжується тривалим «післясвітінням» на довших хвилях (рентгенівське випромінювання, УФ, оптика, ІЧ та радіо).
Більшість спостережуваних гамма-спалахів, імовірно, є порівняно вузьким променем потужного випромінювання, що випромінюється під час спалахів наднових: швидке обертання; колапс масивної зорі в чорну діру. Підклас гамма-спалахів — «короткі» спалахи — мабуть, походять від інших процесів, можливо, злиття подвійних нейтронних зір.
Джерела гамма-спалахів розташовані на відстанях у мільярди світлових років від Землі, що означає їхню надзвичайну потужність і рідкісність. За кілька секунд спалаху вивільняється стільки ж енергії, скільки Сонце випромінює за 10 мільярдів років. За мільйон років в одній галактиці виявляють лише кілька гамма-спалахів. Всі спостережувані гамма-спалахи відбуваються поза межами Чумацького Шляху, крім явищ спорідненого класу, м'яких повторюваних гамма-сплесків, які асоціюються з магнетарами Чумацького шляху. Є припущення, що гамма-спалах, який стався б у нашій Галактиці, призвів би до масового вимирання всього живого на Землі.[джерело?]

## Історія досліджень
Гамма-спалах вперше було випадково зареєстровано 2 липня 1967 року американськими військовими супутниками «Vela».
Дослідники намагалися з'ясувати природу цих вибухів впродовж тривалого часу. Спостереження показали, що гамма-спалахи бувають двох типів — короткотривалі (менше, ніж кілька секунд) і довготривалі. Було припущення, що їх спричиняють різні види космічних подій.
2003 року астрономи, за допомогою телескопів ESO, зіграли ключову роль в поєднанні тривалих гамма-спалахів з прикінцевими вибухами масивних зір, відомих як гіпернові. Відстежуючи цілий місяць після моменту вибуху, вони показали, що це світло мало властивості, подібні до властивостей світла від наднових, котре виникає, коли масивна зоря вибухає наприкінці свого існування.
2005 року телескопи ESO вперше виявили видиме світло, котре слідувало за короткотривалим вибухом. Відстежуючи це світло протягом трьох тижнів, астрономи довели, що короткотривалі спалахи, на відміну від довготривалих, не можуть бути зумовлені гіперновими. Замість цього вважається, що вони зумовлені різким злиттям нейтронних зір або чорних дір.
Станом на 2022 рік було зареєстровано понад 12 000 гамма-спалахів.
22 червня 2024 року Китай спільно з Францією запустили у космос супутник SVOM (Space Variable Objects Monitor), призначений для пошуку гамма-спалахів.

## GRB 090423
23 квітня 2009 року, о 7:55:19 UTC, орбітальна обсерваторія Swift зареєструвала післясвітіння гамма-спалаху GRB 090423, котрий був найдальшим із коли-небудь відомих. Виміряний червоний зсув величиною 8,2 означає, що світло від цього дуже віддаленого астрономічного джерела йшло до нас більше, ніж 13 мільярдів років. Таким чином було видно, коли Всесвіту було менше, ніж 600 мільйонів років, або менше, ніж п'ять відсотків нинішнього його віку. Під час спалаху, протягом декількох секунд було вивільнено в 300 разів більше енергії, ніж наше Сонце випромінюватиме за весь час свого існування, тобто більше, ніж за 10 мільярдів років. Тому гамма-спалахи є найпотужнішими вибухами у Всесвіті з моменту Великого Вибуху.

## GRB 221009A
9 жовтня 2022 року, було зареєстровано гамма-спалах, який засліпив космічні гамма-прилади, тому астрономи не змогли одразу зафіксувати силу його яскравості. Однак, протягом наступних кількох місяців вчені отримали дані з інших інструментів та повторно виміряли його яскравість. Виявилось, що гамма-спалах був у 70 разів яскравіший за будь-яку раніше зареєстровану подібну подію. Дослідники перевірили ймовірність того, що подібна подія повториться, і вирахували, що вона відбувається лише раз на 10 000 років. Камера телескопу Габбла показала інфрачервоне післясвітіння GRB 221009A. «GRB 221009A, ймовірно, був найяскравішим спалахом рентгенівського та гамма-випромінювання з часів виникнення людської цивілізації», — заявив Ерік Бернс, доцент кафедри фізики та астрономії в Університет штату Університеті штату Луїзіана в Батон-Ружі.
Вчені з Центру дослідження космічної плазми та аерономіки (CSPAR) Університету Алабами (США), встановили, що гамма-сплеск GRB 221009A стався приблизно за 2,4 мільярди світлових років від Землі. Станом на липень 2023 року, цей сплеск продовжує вважатися найяскравішим з тих, що коли-небудь спостерігалися.

## Інтернет-ресурси
- Гамма-спалахи — найпотужніше, що ми бачили в космосі.